# Témia coiffée
Dendrocitta occipitalis
Espèce
Statut de conservation UICN

 LC  : Préoccupation mineure
La Témia coiffée (Dendrocitta occipitalis) est une espèce d'oiseaux passereaux de la famille des Corvidae. La Témia de Bornéo (Dendrocitta cinerascens) est parfois considérée comme une sous-espèce de cet oiseau.
Elle a une taille de 40 cm pour un poids de 88 à 102 g.
Cette espèce est endémique de l'île de Sumatra. Elle fréquente les forêts de plaine humides et les forêts montagneuses.